# Fondation Mira
Fondation Mira est un organisme à but non lucratif qui forme des chiens guides d'aveugle et des chiens d'assistance. L'organisme est basé à Sainte-Madeleine (Québec).

## Origine du nom Mira
Le nom Mira a pour origine une femelle labrador du nom de Mirabelle. Mirabelle fut l’un des deux premiers chiens guides entraînés par Éric St-Pierre. Comme il est de coutume dans le monde du chien de raccourcir les noms, il l’appelait Mira. C’est donc en l’honneur de ce chien qu’Éric St-Pierre a baptisé ainsi sa fondation. Ce n’est que plus tard que monsieur St-Pierre réalisa que le mot Mira en espagnol provenait du verbe regarder à l’impératif.

## Histoire
La Fondation Mira est un organisme de bienfaisance fondé en 1981 par Éric Saint-Pierre, avec l’aide de sa conjointe de l’époque, Johanne Hallé. Elle est incorporée en vertu de la loi sur les compagnies (sans but lucratif).
Mira a créé la première école de chiens-guide au Canada. Pour bénéficier d’un chien-guide avant 1981, il fallait s’adresser à des écoles américaines, mais ces dernières ne dispensaient aucun service en langue française. Le 21 octobre 1981, Mira présentait avec fierté les deux premiers chiens-guides dressés au Québec à ses deux premiers utilisateurs.
En 1991, Mira croisera un labrador et un bouvier bernois; ce qui donnera un croisé nommé Labernois.
Depuis sa création en 1981, Mira a formé plus de 1 700 chiens guides et chiens d'assistance. Avec le temps, de nouveaux besoins sont apparus. La fondation Mira a donc développé des programmes d'accompagnement pour d'autres types de clientèle. Parmi ceux-ci, on retrouve les chiens d'assistance pour personnes ayant un TSA (anciennement appelé TED), les chiens d'assistance pour personnes à mobilité réduite, les chiens d'assistance pour personnes atteintes de déficience visuelle ou auditive ainsi que les chiens de réadaptation. La fondation Mira a ouvert un tout nouveau programme pour aider les enfants autistes.
En 2019, le travail de la fondation, de ses entraîneurs et de ses chiens est mis en lumière dans la série télévisée documentaire L'Académie Mira, diffusée sur les ondes de la chaîne Unis TV.
Depuis 2015, c’est son fils, Nicolas, qui a repris le flambeau. Le fondateur de Mira, Éric St-Pierre, est mort à l’âge de 77 ans, le 21 février 2025.

## Une mission unique
MIRA poursuit l’objectif d’accroître l’autonomie et l’inclusion sociale des personnes handicapées visuelles, physiques et présentant un trouble du spectre de l’autisme. Pour ce faire, elle fournit gratuitement des chiens développés et entraînés pour répondre à leurs besoins.

Avant de remettre un chien Mira à une personne dans le besoin, ce dernier est confronté à toutes sortes de situations pour le préparer à son futur métier. Pour ce faire, Mira a mis sur pied un programme de Familles d'Accueil. 

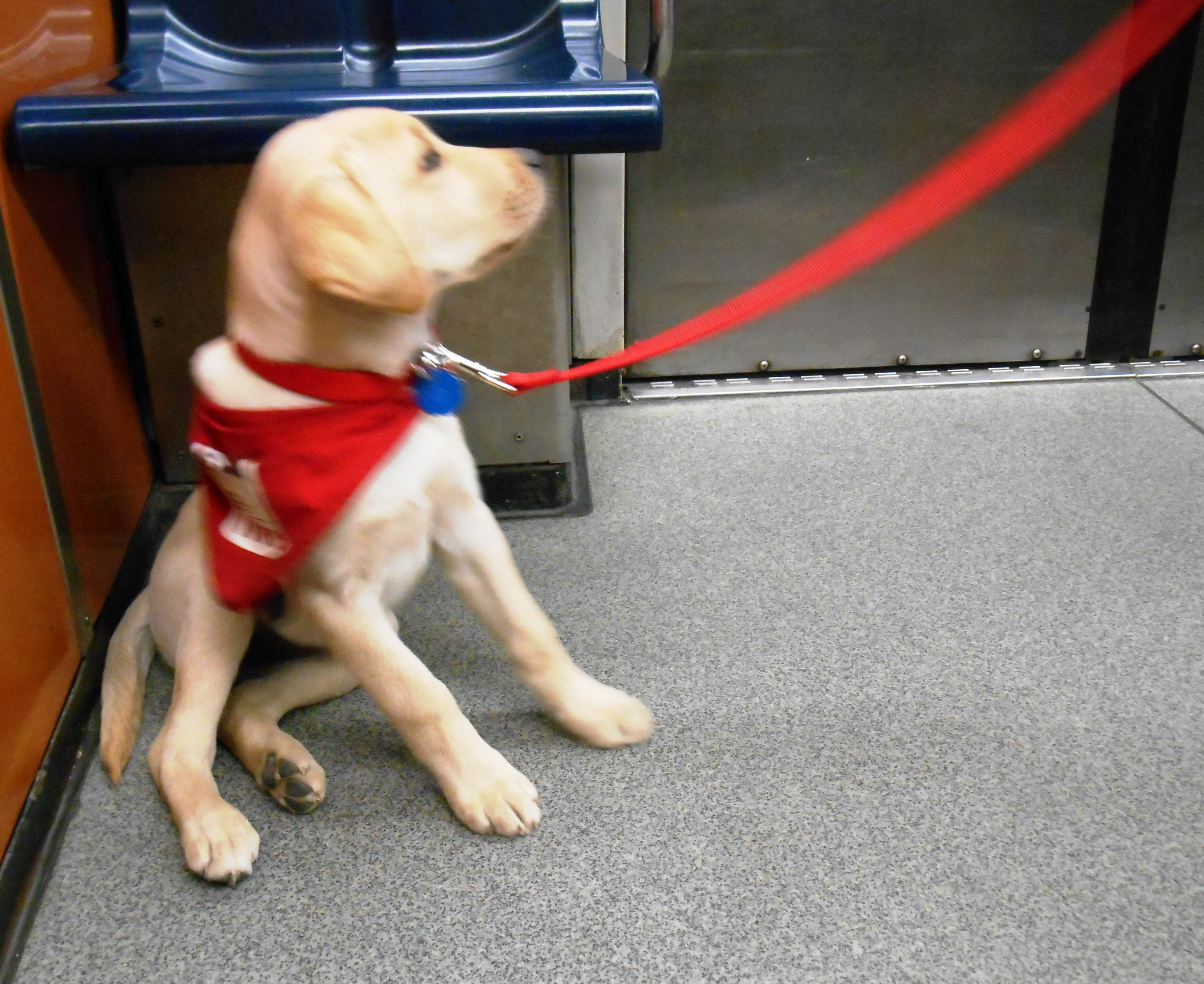
Chiot Mira, se relevant, dans une voiture du métro de Montréal.

Les personnes désireuses d'aider la Fondation Mira peuvent accueillir un chiot dans leur foyer. La mission de la famille d'accueil est de socialiser le chiot afin de le préparer à devenir un chien-guide ou un chien d'assistance. La famille d'accueil est d'un support considérable dans le développement du chiot. En moyenne, celui-ci séjourne dans sa famille adoptive entre douze et dix-huit mois, soit pendant son enfance et son adolescence. La Fondation Mira, supportée par Mondou défraie les dépenses liées à l'alimentation du chiot. La famille reçoit également tout le support-conseil du personnel pour faciliter l'adaptation du chiot à la famille. Ensuite, le chien ayant séjourné dans une famille d'Accueil sera soumis à des examens de comportement pour être classé chien guide, chien d'assistance ou être déclassé. Ensuite, les entraîneurs de la Fondation Mira peuvent commencer l'entrainement des chiens qui ont réussi les tests de qualification. C'est donc vers l'âge de un an et demi, deux ans que le chien est confié à son maître. Après, l'animal peut prendre une retraite, après plusieurs années de service.

## Chiens
Mira fait appel à trois races de chiens pour son cheptel : le retriever du Labrador, le bouvier bernois et le croisé labernois (également appelé St-Pierre), ce dernier étant un croisement des deux autres. La Fondation Mira commence à entraîner les chiens lorsqu'ils sont matures, aux alentours d'un an, un an et demi.